# La Java de minuit
Pour les articles homonymes, voir Java et Minuit (homonymie).
La Java de minuit est une chanson créée en 1925 avec des paroles de G. Valensi et une musique de R. Boufflette.
La môme Moineau interprète cette chanson en 1933. Elle est également interprétée par Line Viala.